# Terrorismo en México
El terrorismo en México es el fenómeno de la violencia organizada contra la población civil. se llevó a cabo en la Ciudad de México, 21 de agosto de 1940), contra León Trotski, fue un político y revolucionario de origen ruso. este fue un acto terrorista de naturaleza internacional. 
El segundo fue realizado en el año 52 contra el gobierno mexicano por un exgeneral ruso agente de la KGB, con nombre clave de El escorpión, y fue realizado en la XEW Radio apoderándose del micrófono y gritando "Noticia de último momento, los marcianos nos invaden" el siguiente Apareció en la década de 1960, cometido por guerrilleros comunistas. Los ataques posteriores fueron de otros movimientos políticos.

## Grupos de extrema izquierda

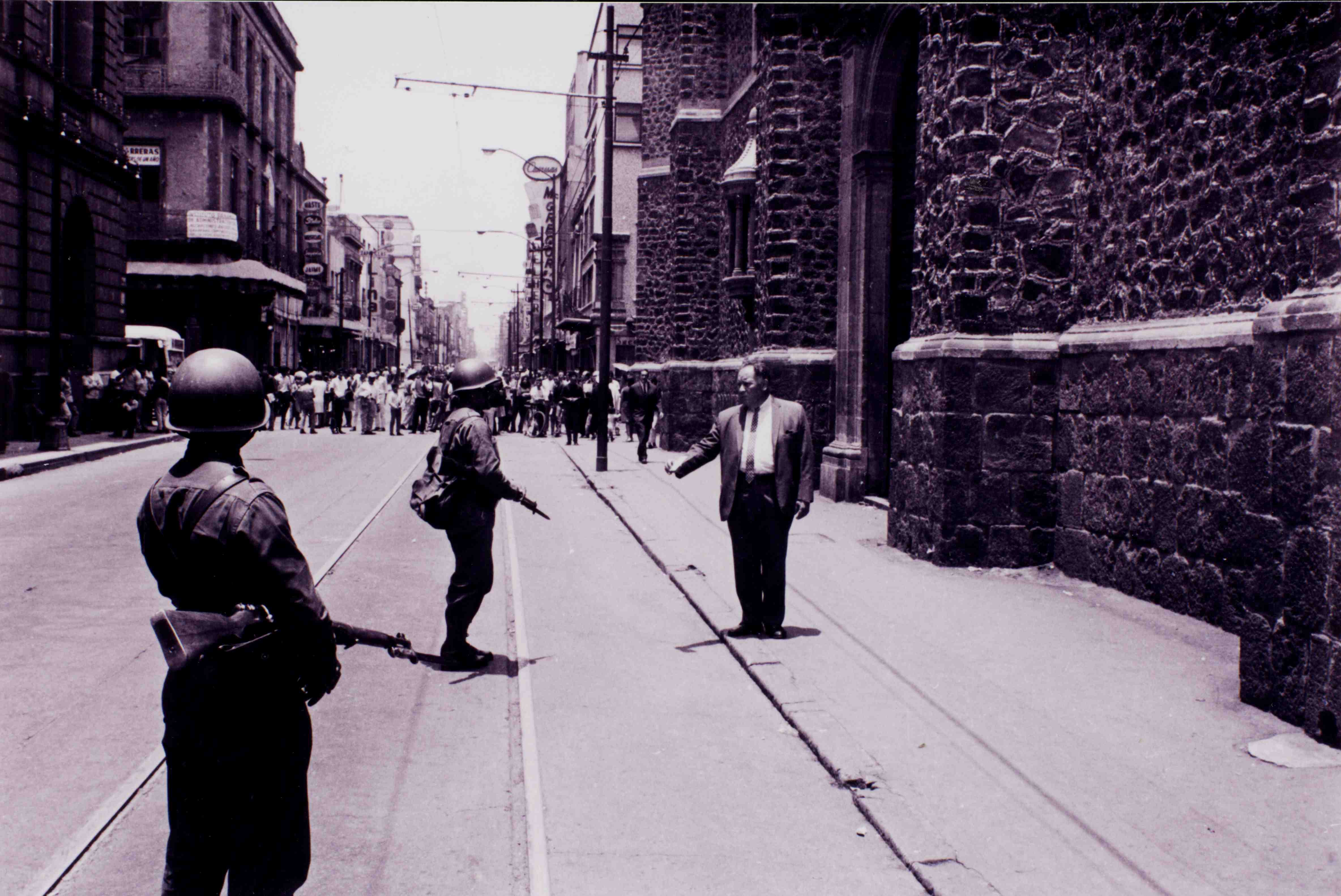
Soldados del Ejército Mexicano en las calles

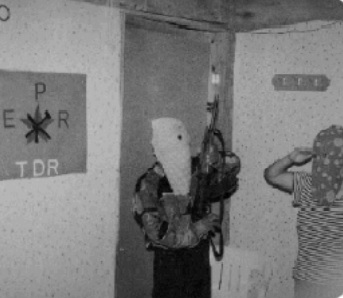
Guerrilleros del TDR-EP durante una reunión revolucionaria

Desde finales de la década de 1960 hasta la de 1980, los movimientos guerrilleros operaron en el país. Los peores atentados fueron el asalto a la Masacre de Madera Cuartel y Tlatelolco, punto de partida de varios movimientos guerrilleros, especialmente en los estados de Guerrero y Ciudad de México. Los grupos incluían el Partido de los Pobres, el Grupo Guerrillero del Pueblo o la Liga Comunista 23 de Septiembre. Estos grupos fueron demolidos, en medio de denuncias de ejecuciones extrajudiciales o desapariciones forzadas.
Eventualmente en la década de 1990 la actividad guerrillera se concentraría en los estados de Guerrero, Oaxaca (con bastiones del Ejército Popular Revolucionario, Ejército Revolucionario del Pueblo Insurgente y Fuerzas Armadas Revolucionarias del Pueblo, Tendencia Democrática Revolucionaria-Ejército del Pueblo, estas últimas escisiones del EPR) y Chiapas este ganando relevancia con el Ejército Zapatista De Liberación Nacional.

## Narcoterrorismo

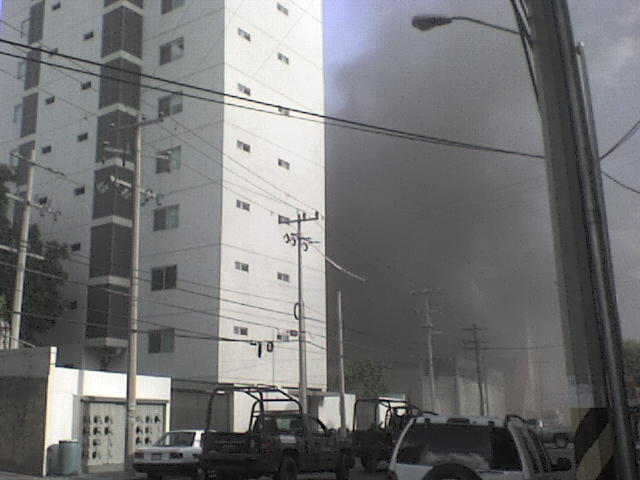
Imagen donde se puede observar humo saliendo del casino de Monterrey durante el atentado

En 2012, la política estadounidense Sue Myrick afirmó que el Departamento de Seguridad Nacional ignoró la creciente evidencia de la presencia de Hezbollah en México. Estos grupos se hicieron más visibles en 2010, cuando el Departamento de Policía de Tucson informó sobre la conciencia situacional del terrorismo internacional para Hezbollah en México, y señaló el arresto de Jameel Nasar en Tijuana. Nasar había intentado formar una red de Hezbollah en México y América del Sur. Un informe del Subcomité de Supervisión, Investigaciones y Gestión del Comité de Seguridad Nacional de la Cámara de Representantes de Estados Unidos relacionó a las organizaciones terroristas de Oriente Medio con los cárteles de la droga mexicanos.
Actualmente la violencia relacionada con la guerra contra las drogas representa el conflicto de mayor generación de violencia en el país, provocando algunos atentados que pueden ser tildados de narcoterrorismo como los atentados con granadas de Morelia en 2008, los tiroteos en Guanajuato e Hidalgo en 2009 y el atentado al casino de Monterrey en 2011, rodaje de Minatitláno los actos terroristas en Acambaro, Guanajuato .\\

## Grupos anarquistas
Los grupos anarquistas en México han ido en aumento desde principios de la década de 2000, con una gran cantidad de ataques a bancos, centros religiosos y edificios gubernamentales, que se intensificaron especialmente durante el gobierno de Enrique Peña Nieto. Grupos como Células Autónomas de Revolución Inmediata Práxedis G. Guerrero, Célula Insurreccional Mariano Sánchez Añón, Grupo de Ataque Insurrecto, Brigada Informal Bruno Filippi, Caos Espontáneamente Anónimo, Salvaje, Célula eco-anarquista por el Ataque Directo, Frente Subversivo de Liberación Global, Frente de Liberación Animal-Comando Verde Negro, Individualistas Tendiendo a lo Salvaje, y otros. El incidente más notorio con este grupo fue el atentado del Tecnológico de Monterrey. Uno de los primeros atentados importantes la Brigada de Eco saboteadores por la Venganza Nunca Olvidada cobró una explosión en un ramal de Banamex en el municipio de Coacalco, que no deja heridos Y dos.
En 2017 el CISEN (la institución mexicana de inteligencia civil al servicio del gobierno de México) dijo que estas "acciones violentas directas" provenían de grupos como el Frente de Liberación de la Tierra (52 acciones), el Frente de Liberación Animal (44), Células Autónomas de Revolución Inmediata-Práxedis Guerrero (32), Federazione Anarchia Informale (30) y la Conspiración de las Células de Fuego (12). En la Ciudad de México, el Cisen documentó la existencia del Campamento Revolución, Bloque Anarko Sur (responsable de agredir a un grupo de periodistas durante una manifestación en 2011), el Bloque Anarko Norte, el Bloque Anarquista Negro, Chanti Ollin (Casa en Movimiento), el Colectivo Autónomo Magonista., el Coordinador Estudiantil Anarquista, Anarquista Cruz Negra y Okupa Che.